# 號誌員
《號誌員》（The Signal-Man）是查爾斯·狄更斯所寫的一個短篇鬼故事，收錄於雜誌《一年四季》（All the Year Round）1866年聖誕版。這是一個關於維克多利亞時代的典型歌德小說，是他晚年傑出的作品之一。

## 故事簡介
主要講述一個孤獨的信號者被鬼或他心中的幻影纏繞，他經常夢見那鬼影向他預言一些可怕的悲劇——一個接一個的發生在他所工作的鐵路上，但他卻沒有任何辦法阻止它們，他感到十分痛苦。鬼影最後一次給他的預告是，他將死在鐵路上！在結尾他似乎完全絕望，放棄了求生，接受了這個可悲的宿命。
情節非常簡單，但狄更斯的氣氛營造非常出色，人物也非常鮮明，有血有肉。故事雖短，但寓意深刻。故事中有很多謎團和沒有答案的疑問，這給了讀者極大的想象空間，需要自己去猜測答案。另外，鬼影這個角色幾乎沒有什麽細節性的描寫，是一個完全神秘的角色。

## 中文譯本
收錄於《狄更斯鬼魅小說集》（余毓淳、楊瑞賓譯，2009年），好讀出版，ISBN:9789861781365

## 外部連結
- （英文）
- The Signal-Man - 古腾堡计划
- （英文）《信號者》於BFI screenonline的頁面 （页面存档备份，存于）